# Pithecopus hypochondrialis
Pithecopus hypochondrialis é uma espécie de perereca da família Hylidae. Pode ser encontrada na Argentina, Bolívia, Brasil, Colômbia, Guiana Francesa, Guiana, Paraguai, Suriname, e Venezuela.
Os habitat naturais destas pererecas são: regiões de florestas subtropicais ou tropicais secas, florestas subtropicais ou tropicais húmidas de baixa altitude, regiões subtropicais ou tropicais húmidas, matagais, regiões subtropicais ou tropicais sazonalmente húmidos ou de várzeas inundadas, pastagens, pântanos, fazendas, jardins rurais, área urbanas, e e antigas florestas altamente degradadas.